# Nordenflycht (Adelsgeschlecht)
Nordenflycht ist der Name eines schwedischen und preußischen Adelsgeschlechts mit schwedischem Ursprung.

## Geschichte
Die Stammreihe der Familie beginnt mit Johann Larsson, der 1637 urkundlich als Bürger und Handelsmann in Västerås auftritt.
Am 3. August 1727 wurde dessen Enkel Anders Nordbohm als Nordenflycht in den schwedischen Adelsstand erhoben und bei der Adelsklasse der schwedischen Ritterschaft introduziert. Die preußische Erlaubnis zur Fortführung des Freiherrentitels erfolgte am 9. Juni 1856 zu Sanssouci, mit einem Diplom vom 7. Juli 1859 für die Brüder, den Oberpräsidenten in Schlesien Ferdinand von Nordenflycht, den preußischen Hauptmann William von Nordenflycht und den Oberförster zu Morbach, Gustav von Nordenflycht.
Das Geschlecht verzweigte sich durch den Bergbauingenieur Fürchtegott Leberecht von Nordenflycht auch nach Chile. Seine Ehefrau entstammte einer chilenischen Familie, die auf Hernán Cortés zurückführt. Der chilenische Zweig trägt den Namen als de Nordenflycht.

## Wappen
Das Wappen von 1727 ist von Blau und Gold achtfach geständert. Auf dem gekrönten Helm mit blau-goldenen Helmdecken eine aufsteigende, mit einem fünfstrahligen Stern besteckte blaue Spitze zwischen offenem goldenem Flug.
(Der Stern wurde historisch silbern oder golden, fünf- oder sechsstrahlig, der Flug golden oder auch schwarz, die Spitze dazwischen auch blau-golden gestreift dargestellt.)

## Bekannte Familienmitglieder
- Ferdinand von Nordenflycht (1816–1901), preußischer Beamter, u. a. Oberpräsident in Schlesien
- Ferdinand Freiherr von Nordenflycht (1887–1966), u. a. Polizeipräsident von Magdeburg
- Fürchtegott Leberecht von Nordenflycht (1752–1815), deutscher Bergbauingenieur
- Gustav von Nordenflycht (1885–1932), deutscher Ministerialbeamter und Manager
- Gustav Adolf von Nordenflycht (1846–1921), deutscher Forstmeister, Autor und Herausgeber von Veröffentlichungen zur Jagd
- Hedvig Charlotta Nordenflycht (1718–1763), schwedische Schriftstellerin
- Jakob von Nordenflycht (1785–1854), preußischer Beamter und Regierungspräsident vom Regierungsbezirk Marienwerder